# Опукла геометрія
Опукла геометрія — частина геометрії, яка вивчає опуклі множини, здебільшого, у евклідовому просторі. Опуклі множини виникають природним чином в багатьох областях, у тому числі в обчислювальній геометрії, опуклому аналізі, комбінаторній геометрії, функціональному аналізі, геометрії чисел, інтегральній геометрії, лінійному програмуванні, теорії ймовірностей.

## Історія
Опукла геометрія відносно молода дисципліна. Хоча перший відомий внесок в опуклу геометрію був зроблений ще у античні часи і його можна знайти у працях Евкліда і Архімеда, але самостійним розділом математики дисципліна стала в кінці XIX століття, у основному завдяки роботам Германа Брунна і Германа Мінковського для просторів вимірностей два і три. Значна частина їх результатів була незабаром узагальнена на простори більшої вимірності.
Важливість опуклої геометрії для прикладних задач проявилася в середині XX століття, коли розвиток опуклої оптимізації (опуклого програмування) потребував фактів, які стосуються опуклих тіл. Справа в тому, що ряд класичних нерівностей та оцінок, отриманих на початку XX століття для довільних опуклих тіл, не дуже залежать (або не залежать зовсім) від вимірності простору, це дозволило уникнути «прокляття розмірності» — традиційної проблеми у прикладній математиці, коли складність задачі катастрофічно зростає із збільшенням числа змінних.
Перший загальний огляд опуклої геометрії в евклідовому просторі {\displaystyle \mathbb {R} ^{n}} був опублікований у 1934 році Томмі Боннезеном і Вернером Фенхелем. У 1993 році під редакцією Грубера і Вільса вийшов двотомний «Довідник з опуклої геометрії», що включає результати, отримані в XX столітті.

## Класифікація
Згідно математичної предметної класифікації математична дисципліна «опукла і дискретна геометрія» включає три основних гілки:
- Загальна опуклість,
- Багатогранники,
- Дискретна геометрія.

«Загальна опуклість» потім поділяється на:
- Аксіоматична і узагальнена опуклість
- Опуклі множини без обмеження на розмірність
- Опуклі множини в топологічних векторних просторах
- Опуклі множини в двовимірних просторах (включаючи опуклі криві)
- Опуклі множини в тривимірних просторах (включаючи опуклі поверхні)
- Опуклі множини в n — мірних просторах (включаючи опуклі гіперповерхні)
- Банахови простору кінцевої розмірності
- Випадкові опуклі множини та інтегральна геометрія
- Асимптотична теорія опуклих тіл
- Апроксимація опуклими множинами
- Варіанти опуклих множин (зіркоподібні, (m, n) — опуклі, і так далі)
- Теореми, подібні теоремі Хеллі і геометрична теорія трансверсалей
- Інші проблеми комбінаторної опуклості
- Довжина, площа, об'єм
- Змішаний об'єм і пов'язані поняття
- Нерівності та екстремальні задачи
- Опуклі функції і опукле програмування
- Сферична і гіперболічна опуклість

Термін «опукла геометрія» використовується також в комбінаториці як назва однієї з абстрактних моделей опуклих множин, одна з яких еквівалентна антиматроїдам.